# كريستينا غروس
كريستينا غروس (بالألمانية: Christina Große)‏ (و. 1970 – م) هي ممثلة، وممثلة مسرحية، وممثلة أفلام من ألمانيا . ولدت في بلنكن هاين.

## روابط خارجية
- كريستينا غروس على موقع IMDb (الإنجليزية)
- كريستينا غروس على موقع ميتاكريتيك (الإنجليزية)
- كريستينا غروس على موقع روتن توميتوز (الإنجليزية)
- كريستينا غروس على موقع ألو سيني (الفرنسية)
- كريستينا غروس على موقع أول موفي (الإنجليزية)
- كريستينا غروس على موقع قاعدة بيانات الفيلم (الإنجليزية)
- كريستينا غروس على موقع ليتربوكسد (الإنجليزية)
- كريستينا غروس على موقع كينوبويسك (الروسية)
- كريستينا غروس على موقع كينوبويسك (الروسية)